# 韓一武
韓一武（韓語：한일무；？—？），高麗人，朝鮮民主主義人民共和國軍人、政治家。

## 生平
他生於蘇聯，在蘇聯海軍服役，被蘇聯派到日治朝鮮進行諜報工作，中途二戰終結。
1946年8月、在朝鮮勞動黨第一次黨大會任黨中央委員會委員。
1948年3月第二次黨大會任黨中央委員會委員，8月當選第1屆最高人民會議代議員。創設朝鮮人民軍海軍，任司令官。
1953年2月，獲頒國旗勲章第1級。
1956年4月，在第3次黨大會任黨中央委員會委員。
1957年8月、任海軍中将、當選第2屆最高人民會議代議員。
1958年10月、任駐蒙古人民共和國大使。
1962年、退職返回蘇聯。